# Alexander Seidel
Alexander Seidel (* 1976 in Moskau) ist ein deutscher Countertenor, Dirigent und Organist.

## Leben und Wirken
Alexander Seidel studierte zunächst in Deutschland Orgel und Chorleitung und anschließend in Paris Orgel, Gesang und historische Aufführungspraxis. Es folgten von 2005 bis 2010 Gesangsstudien bei Maria Baldauf in Zürich.
Als Countertenor trat er in Opern- und Schauspielaufführungen auf, unter anderem bei den Osterfestspielen Baden-Baden oder am Theater Basel. Sein Gesangsrepertoire umfasst Werke von unter anderem Antonio Caldara (Medea in Corinto), Antonio Vivaldi, Georg Friedrich Händel (La Lucrezia), Gustav Mahler (Kindertotenlieder), Franz Schubert (Die schöne Müllerin und Winterreise), Antonín Dvořák (Biblische Lieder und Zigeunerlieder). In Anlehnung an Dvořáks Biblische Lieder schuf der Komponist Manfred Schlenker einen Liederzyklus von fünf biblischen Duetten, der 2010 anlässlich eines Liederabends mit Alexander Seidel und Brigitta Pollak zur Aufführung gelangte.
1995 gründete er das New Sagittarius Consort, ein Ensemble für Kammermusik mit historischen und modernen Instrumenten. Mit diesem trat er zum Beispiel als Gesangssolist 2011 in einem Konzert im Auditorium maximum der ETH Zürich auf, das von Radio Swiss Classic übertragen wurde. Als Gast dirigierte er unter anderem die St. Galler Kammersolisten und das Vorarlberger Barockorchester Concerto Stella Matutina. Außerdem erfolgte eine Zusammenarbeit mit dem Ensemble ibaroccoli.
Seidel ist seit 2012 Kirchenmusiker, Chorleiter und Organist der Reformierten Kirchgemeinde Höfe am Zürichsee. Zudem war er von 2014 bis 2023 Dirigent des Chores der Stadtkirche zu St. Otmar in St. Gallen, wo er alle wichtigen Messen Haydns und Mozarts auf historischen Instrumenten dirigierte. Seit 2020 ist er musikalischer Leiter des Rheintaler BachChores. 2021 übernahm er zusätzlich die musikalische Leitung des Konzertchores Sängerbund Uster und 2023 des Messias Chores Zürich. Diese beiden Chöre gastieren regelmäßig in der Zürcher Tonhalle, großen Kirchen in Zürich sowie dem Zürcher Oberland.

### Lehrtätigkeit
Im Rahmen des Festivals Arosa Kultur in Graubünden leitet Seidel jährlich im Sommer den Meisterkurs „Aroser Bachwerkstatt“. In Sils Maria leitet er im Rahmen der Silser Chorwochen ab 2024 die alljährliche herbstliche Chorwoche mit Barockmusik als musikalischer Leiter.

## Tondokumente
- Telemann: Ein feste Burg ist unser Gott. Mit Alexander Seidel, Holger Marks, Wolf Matthias Friedrich (Solisten), Concerto Melante, Leitung: Raimar Orlovsky (Deutsche Harmonia mundi / Sony music; 2017)
- Improvisationen zu bekannten Kirchenliedern. Orgelnacht 2023.[12]